# لوئیس کلارک (بازیکن فوتبال اهل انگلستان)
لوئیس کلارک (انگلیسی: Louis Clark؛ زادهٔ ۱۰ ژوئن ۱۹۹۰) بازیکن فوتبال اهل بریتانیا است.
از باشگاه‌هایی که در آن بازی کرده‌است می‌توان به باشگاه فوتبال کایا ایلویلو اشاره کرد.